# Музей Никола Пуссена
Музей Никола Пуссена (фр. Musée Nicolas-Poussin) — французский музей, находящийся в муниципальном ведении городка Лез-Андели (департамент Эр, регион Верхняя Нормандия). Назван в честь великого французского художника XVII века Никола Пуссена, родившегося в 1594 году на хуторе Виллер неподалёку от Лез-Андели. Расположен в старинном мещанском доме XVIII века, который коммуна получила в дар в 1971 году от доктора Жиро.
Музей посвящён прошлому города Лез-Андели, история которого представлена в скромных тематических коллекциях, непосредственно связанных с историей Франции: древняя история, религиозная история, история индустриализации и история искусства.

## Коллекции
- Археологические находки, связанные с доисторической эпохой и галло-римским периодом истории Нормандии

- Коллекция картин, центральное место в которой отведено полотну работы Никола Пуссена; также представлены полотна мастеров руанской школы живописи
- Предметы мебели XVIII века, принадлежавшие герцогу де Пентьевр, основавшему госпиталь Сен-Жак в Андели
- Церковные предметы: шелковые литургические одеяния XVII и XVIII веков, шитые золотом и серебром; скульптурные произведения средневековья; предметы, принадлежавшие обществам милосердия; церковные музыкальные инструменты
- Стеклянные декоративные предметы, произведённые в 1930—1940 годах; средства производства (ручной пресс, металлические наконечники, пресс-форма).

### Живопись
Главным шедевром небольшого музея является картина Никола Пуссена «Кориолан», выполненная около 1652 года. Мастер представил эпизод древнеримской истории с участием римского военачальника Кориолана, перешедшего на сторону противника, вольсков; сюжет перекликается с периодом смуты во французской истории, известным как Фронда (1648—1653 годы).
Также в коллекции живописи музея представлены работы XIX—XX веков.